# Bills
Bills (ビルス; Birusu, Beerus, Beeruz, Birus) egy kitalált szereplő a Dragon Ball Super című anime sorozatban illetve az Istenek harca (2013) és az F, mint feltámadás (2015) című Dragon Ball filmben. Ő a Pusztítás Istene a 7. Univerzumban. Kísérője és harcművészeti mestere Whis; ikertestvére pedig Champa, aki a 6. Univerzum Pusztítás Istene.

## Története
A sok isten közül Bills a legfélelmetesebb az Univerzumban. Az Ő feladata az egyensúly fenntartása a világban, hiszen Ő a Pusztítás Istene. Összesen 12 univerzum létezik, Bills a 7.-ben tevékenykedik. Több évtizedes álmából amikor felébred, elpusztít számos bolygót. Ezt azért csinálja, mert a pusztítás szükséges annak érdekében, hogy új bolygók szülessenek. Bills elég szeszélyes, a fontosabb bolygókat is elpusztítja gondolkodás nélkül és amíg ébren van, senki sem tudja, hogy hány bolygó fog megsemmisülni. 
Egy alkalommal azonban, amikor 39 éves álmából felébredt, látomása támadt egy "Szuper Csillagharcos Istenről". Mestere, Whis sem hallott még erről, ezért nyomozásba kezdenek. Whis szerint néhány csillagharcos túlélte a Vegeta-bolygó megsemmisülését, és a túlélők jelenleg a Földön élnek. Azt is megemlíti, hogy Dermesztőt legyőzte egy szuper csillagharcos, a neve Son Goku. Bills ennek hallatán igyekszik megtalálni Gokut, aki jelenleg Északi-Kaito bolygóján edz. Megérkezést követően összemérték erejüket, ám a harc nem volt hosszú: Bills két ütésből legyőzte az SSJ3-as szintű Gokut. Mivel Goku sem hallott a "Csillagharcos Istenről", ezért Bills nagyúr a Föld felé vette az irányt, hátha Vegita és társai tudnak válaszolni a kérdésére. Ők sem tudtak semmit a Csillagharcos Istenről, ráadásul feldühítették Billst (lefröcskölték vízzel és nem adtak neki pudingot), aki emiatt el akarta pusztítani a Földet. Végül is sikerült lecsillapítani őt, s a kristálygömbök segítségével kiderült, hogy a Csillagharcos Isten nem egy személy, hanem egy legenda: "A Namek-bolygó lakói szerint ha öt tisztaszívű csillagharcos megfogja egymás kezét, és a szívük fényét átjuttatják egyikükbe, akkor megszületik a csillagharcosok istene." Goku és barátai így is tettek, s Bills nagyúr meglepetésére megszületett a Csillagharcos Isten, ami a látomásában is szerepelt. Ismét összemérték erejüket, és habár az átváltozás hatására eddig ő volt a legerősebb ellenfele; Goku ismét alul maradt a küzdelemben. Bills nagyúr ennek ellenére nagyon elégedett volt, s mégse pusztította el a Földet, sőt eltökélte, hogy segíti Gokut a további edzéseiben, valamint az Univerzumok közötti harcművészeti tornára való felkészülésében...

## Jellemzői
Beerus egy vékony, szőrtelen, lila macska, nagy hegyes fülekkel. Leginkább a Cornish Rex és a Szfinx macskafajtához hasonlít. Fekete, kék és arany színű egyiptomi öltözékben jár; a ruháján lévő fehér és narancssárga gyémánt díszítés megegyezik mestere, Whis viseletével.
Erős, ugyanakkor mégis lusta és játékos (mint a legtöbb macska). Macska-szerű viselkedése a hosszú ideig tartó alvásokban és a dominancia iránti vágyában is megjelenik. Billsnek mindig rossz kedve van, amikor felébred mély álmából, de az evés megnyugtatja, hiszen egy igazi ínyenc. Bár ő egy félelmetes Isten, különböző arckifejezései és pozitív tulajdonságai miatt mégse sorolható be a rosszindulatú gonosztevőkhöz. Forrófejű és kissé önző; könnyen feldühödik jelentéktelen dolgokon is, mint például azon, hogy megverték bújócskában, vagy nem kapott pudingot. A legjobban azt nem szereti, ha nem kapja meg azt a tiszteletet, amit egy Isten megérdemel. Beerus ugyanakkor meglepően jól nevelt és udvarias, és nagyon barátságos, amikor jó hangulatban van.

## Fordítás
- Ez a szócikk részben vagy egészben  a   Beerus című angol Wikipédia-szócikk fordításán alapul.  Az eredeti cikk szerkesztőit annak laptörténete sorolja fel. Ez a jelzés csupán a megfogalmazás eredetét és a szerzői jogokat jelzi, nem szolgál a cikkben szereplő információk forrásmegjelöléseként.